# وانغ جينغ
وانغ جينغ (بالصينية: 王靖) هو رئيس مجلس الإدارة الصيني، ولد في 1972 في بكين في الصين.

## عمله
في التسعينيات من القرن الماضي ذهب إلى هونغ كونغ لدراسة تخصص المالية والاستثمار. في عام 1998 أسس شركة Dingfu Investment Consulting Co. وخلال وجووده في بكين في عام 2001 اسس Hong Kong Divine (Dingfu) Investment Group Ltd. [3] من غير الواضح كيف استحوذ على حصة كبيرة بنسبة 37 ٪ في Beijing Xinwei Telecom Technology لاحقًا. عندما باع حصته إلى شركة مدرجة تُدعى الآن Beijing Xinwei ، قفز موقعه في قائمة فوربس للمليارديرات الصينيين من المرتبة 94 في عام 2013 إلى المرتبة 12 في عام 2014.
إلى جانب اهتمامه بـ HKND ، يشارك وانغ في استشارات المشاريع والتعدين والأعمال الزراعية. تم تعليق مشروع لتطوير ميناء بحري عميق في البحر الأسود شمال سيفاستوبول بسبب عدم الاستقرار السياسي. في نوفمبر 2015 أفيد أن مشروع قناة نيكاراغوا قد تأخر بسبب تقييم الأثر البيئي ، وانهيار في سوق الأوراق المالية الصينية مما يعني أن صافي ثروة وانغ جينغ ، في وقت واحد أكثر من 10 مليارات دولار ، قد انخفض بشكل كبير.
وفقًا لمجلة فوربس ، بلغت ثروة وانغ جينغ 3.3 مليار دولار اعتبارًا من نوفمبر 2015 ، والتي انخفضت إلى 905 مليون دولار بحلول أكتوبر 2018. [1]